# Honningurtfamilien
Honningurtfamilien (Hydrophyllaceae) blev under det tidligere Cronquists system regnet for en familie i Natskyggeordenen. Under det nuværende, fylogenetiske system henregnes familiens slægter til Rublad-familien (Boraginaceae). 
| Biologi | Spire Denne artikel om biologi er en spire som bør udbygges. Du er velkommen til at hjælpe Wikipedia ved at udvide den. |